# Jazz (romance)
Jazz é um romance histórico publicado em 1992 da autoria da escritora estadunidense Toni Morrison, vencedora do Prémio Nobel e do Prémio Pulitzer. A maior parte da narrativa  do romance se passa no bairro Harlem, na cidade de Nova-ioque, nos Estados Unidos, durante a década de 1920. No entanto, à medida que o passado de vários personagens é explorado, a narrativa se estende até o sul dos Estados Unidos em meados do século XIX.
O romance forma a segunda parte da trilogia dantesca de Morrison sobre a história afro-americana, começando com Amada (1987) e terminando com Paraíso (1997).

## Legado
Jazz foi a obra publicada mais recentemente por Morrison, quando ela recebeu o Prêmio Nobel de Literatura de 1993. No romance, "Morrison usa um dispositivo que é semelhante à forma como o próprio jazz é tocado... O resultado é uma imagem ricamente complexa e sensualmente transmitida dos eventos, personagens e humores".

## Personagens
- Joe Trace, um vendedor porta em porta de cosméticos e o assassino de sua jovem amante.
- Violet Trace, uma esteticista sem licença. Violet é casada com Joe. Ela é apelidada de "Violenta" porque atacou o cadáver da amante de Joe com uma faca no funeral.
- Dorcas, a jovem amante de Joe, que é baleada em uma festa. Dorcas é inspirada em uma imagem do O Livro dos Mortos de Harlem (uma coleção de fotografias fúnebres de James Van Der Zee).
- Alice Manfred, tia e guardiã de Dorcas. Uma cristã conservadora envergonhada pelo comportamento de sua sobrinha. Alice inicia uma amizade incomum com Violet.
- Felice, uma amiga de Dorcas que vai à casa dos Trace em busca de respostas.
- Golden Grey, um homem mestiço do século XIX. Golden aparece nas histórias de Joe e Violet.